# Windturbines in Flevoland
De Nederlandse provincie Flevoland telt 641 moderne windturbines verdeeld over diverse windparken. In de provincie staan tweemaal zoveel windmolens opgesteld als nummer twee in Nederland, de Provincie Friesland. De molens hadden in per eind 2017 een gezamenlijke capaciteit van 1182 megawatt (MW). Dit is ongeveer een derde van het totaal opgestelde vermogen op land in Nederland.
De windturbines staan verdeeld over Flevoland met - begin 2011 - 20 molens bij Almere, 107 bij Dronten, 129 bij Lelystad, 86 in de Noordoostpolder, en 255 molens in Zeewolde.

## Windparken (incompleet)
- Windpark Noordoostpolder is een initiatief van ruim 100 boeren en ondernemers uit de Noordoostpolder. Met 86 windmolens langs de dijken van het IJsselmeer krijgt het park een capaciteit van 1,4 miljard kWh per jaar, waarmee 900.000 mensen of 400.000 huishoudens van stroom kunnen worden voorzien. Inwoners van Urk en natuurbeschermingsorganisaties hebben zich lang tegen het plan verzet en in de Tweede Kamer werd er uitgebreid over gedebatteerd, maar na een uitspraak van de Raad van State op 8 februari 2012 kon de bouw doorgaan. Het windpark werd in juni 2017 officieel geopend.
- Windpark Irene Vorrink, in het IJsselmeer, 28 molens. De molens wegen 43 ton, zijn bijna 50 meter hoog en hebben drie bladen die elk twee ton wegen. Vermogen 16,8 MW. Per jaar voorziet het energie voor 11.000 huishoudens. Nuon is de enige eigenaar van het windpark.
- Windpark Zuidlob, Zeewolde, 36 windturbines. Vermogen van 122,4 MW voor 90.000 huishoudens. Operationeel vanaf 2012 en officieel geioend in september 2013.[2] Eigenaar windpark Nuon samen met de boeren uit de omgeving van Zeewolde. Overheidssubsidie  op grond van de Stimuleringsregeling duurzame energieproductie (SDE). De subsidie wordt uitgekeerd over een periode van 15 jaar en zal maximaal 229 miljoen euro bedragen, afhankelijk van productie en elektriciteitsprijs.
- Windpark Eemmeerdijk, Zeewolde, 18 windmolens. Vermogen 18 MW voor 11.000 huishoudens. Eigenaar windpark 100% Nuon.
- Windpark Jaap Rodenburg, Almere, 10 windmolens. Vermogen 16,5 MW voor 12.500 huishoudens. Eigenaar windpark: 100% Nuon.
- Windpark Kubbeweg te Biddinghuizen. Gebouwd door de agrariërs aan de Kubbeweg. Zeventien windmolens van het type "V80 2.0 MW"  leveren energie voor meer dan 25.000 huishoudens.
- Windpark HeijBro, Elandweg 85, Lelystad is een proefstation (457 MW).
- Windpark Rivierduintocht, Rivierduinweg 7, Swifterbant.
- Ewi Windpark, Wisentweg 13, Dronten.
- Windpark Hellegatsplein, Lancasterdreef 71, Dronten.
- Windpark Creil, Creilerpad 20, Creil.
- Acousticon Windpark, Duit 6, Emmeloord.

Op 15 februari 2011 is Nuon begonnen met de ontmanteling van het Windpark Harry van den Kroonenberg aan de IJsselmeerdijk bij Lelystad. De tweewiekers begonnen in juli 1997 met de productie. Het zijn windturbines van 750 kilowatt die nu worden beschouwd als technisch verouderd. De turbines staan sinds mei 2009 stil na een blikseminslag in een van de rotorbladen waardoor een wiek op de snelweg viel. Het park met 18 windmolens had een capaciteit van 13,4 megawatt (MW) en heeft gedurende 13 jaar ruim 4000 huishoudens van stroom voorzien. Op de plek van het verouderde windpark komt geen nieuw windpark. Nuon kreeg hiervoor geen toestemming van het Waterschap Zuiderzeeland. Nuon onderzoekt de mogelijkheid van vervanging en opschaling van het buitendijkse Windpark Irene Vorrink, dat nabij de locatie van het windpark Harry van den Kroonenberg gelegen is. 